# Mihai Neșu
Mihai Mircea Neșu (Oradea, 19 febbraio 1983) è un ex calciatore rumeno, di ruolo difensore.

## Carriera
Cresciuto nelle giovanile della Steaua Bucarest, firma il suo primo contratto da professionista nel 2001.
Il 21 aprile 2002 debutta nella Liga I rumena.
Dopo il trasferimento di George Ogăraru all'Ajax diventa titolare e nelle stagioni 2004-2005 e 2005-2006 vince due campionati rumeni consecutivi.
Il 27 agosto 2008 viene acquistato dalla squadra olandese dell'Utrecht.
L'11 maggio 2011 subisce un incidente dove riporta una frattura della vertebra alla base del cranio a seguito di un incidente in allenamento. In scadenza di contratto nel 2012, decide in seguito di terminare la sua carriera da calciatore.

## Palmarès

### Club

#### Competizioni nazionali
- Campionato rumeno: 3

Steaua Bucarest: 2001, 2005, 2006
- Supercoppa di Romania: 2

Steaua Bucarest: 2001, 2006